# Kōgai

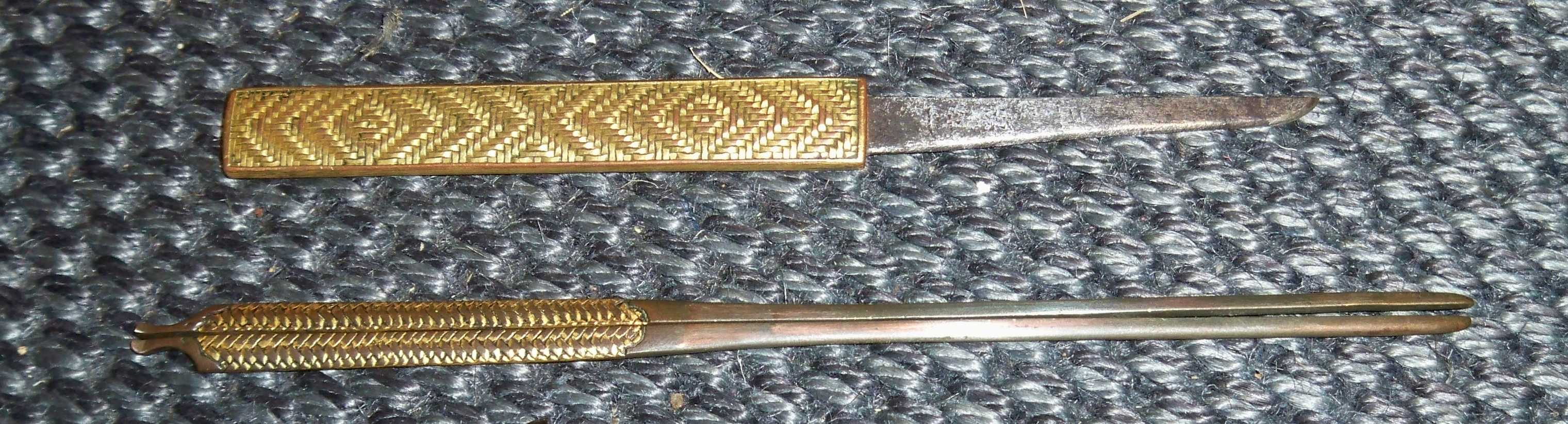
Kozuga (kogatana) und Kōgai.

Kōgai (jap. 笄) bezeichnet zum einen schmückende Haarnadeln, zum anderen die sogenannte Schwertnadel, die im feudalen Japan oft zusammen mit dem Beimesser Kozuka am Schwert (Katana, Wakizashi oder Tachi) befestigt wurde. Dazu dienten meist Öffnungen in dem Tsuba (dem Stichblatt) des Schwertes, teilweise auch seitlich an der Saya (Schwertscheide) angebrachte Taschen.

## Schwertnadel

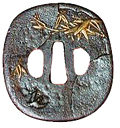
Tsuba mit Öffnungen für Kozuga und Kōgai

Der genaue Verwendungszweck der Schwertnadel ist umstritten. Die wohl martialischste Erklärung lautet, dass der Samurai (Krieger) seinem Herren oft die Köpfe der auf dem Schlachtfeld besiegten Gegner vorweisen musste. Die Kogai diente demnach als eine Art Nähnadel, um die abgetrennten Köpfe, aus denen oftmals Bundori (Kriegstrophäen) gemacht wurden, auf ein Stück Schnur aufzufädeln, denn jede direkte Berührung mit Toten wurde im Shintō als ein Beflecken der Seele angesehen. Von Kindesalter an wurde gelehrt, dass dies etwas Schreckliches und Unreines ist. Das Griffende des Kozuka ist oft auch entsprechend geformt oder mit einer Öse versehen, um eine Schnur daran zu befestigen. Einige Historiker sind auch der Meinung, die Schwertnadel könne zum Hochstecken des Haars bzw. Befestigung des Haarknotens verwendet worden sein. Es gibt zudem Sonderformen des Kogai, die aus zwei Hälften bestanden (WARI KOGAI) und im Feld als Essstäbchen eingesetzt wurden.
Die Schwertnadel diente wohl wie eine Ahle am ehesten dazu, die mit Seidenband verbundenen beweglichen Rüstungsteile oder die Wicklung des Schwertgriffs zu reparieren.

## Haarnadel

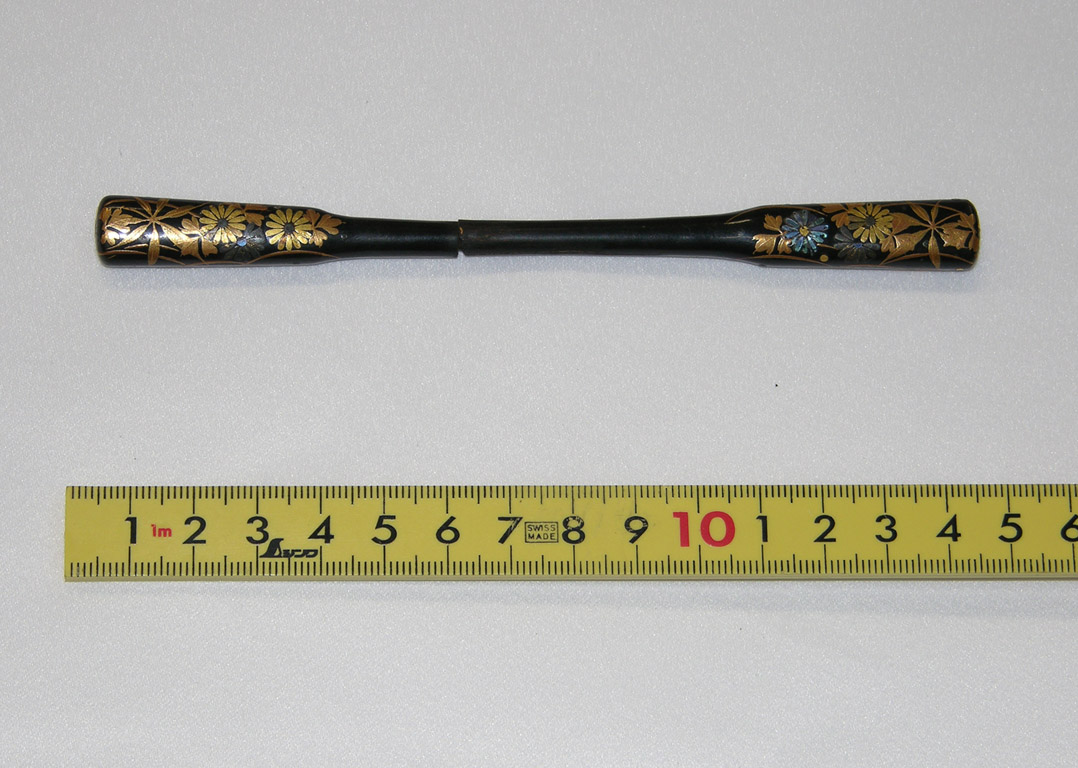
Hölzerne Haarnadel, möglicherweise aus der Meiji- oder Taishō-Zeit, mit Blattgold (makie) verziert.

Haarnadeln waren in der Genroku-Zeit (1688–1704) beliebt, als komplizierte Haarknoten (mage) in Mode kamen. Sie dienten zusammen mit den Schmuckhaarnadeln (kanzashi) als Kleidungszubehör und wurden aus Holz, Bambus, Schildpatt (鼈甲, bekkō), Glas u. a. gefertigt.